# Zhang Jiuling
Zhang Jiuling (673/678 - 740) (Jiaxiang: Guangdong, Shaozhou, Qujiang) was een Chinees dichter en politicus die leefde ten tijde van de Tang-dynastie. Hij overleed op 63-jarige leeftijd door ziekte en hij ligt begraven in Shaozhou. Hij diende het keizerrijk als minister en als raadgever van keizer Xuanzong. Vijf gedichten van Zhang Jiuling staan vermeld in de Driehonderd Tanggedichten.
Een verre voorouder van de heer Zhang is Zhang Hua (232 - 300), die ook dichter en politicus was.
Zhang Jiuling was als kind een intelligente jongen die zich al vroeg verdiepte in de literatuur. In 685 kreeg hij als twaalfjarige de kans om een brief te schrijven aan Wang Fangqing. Deze bestuurder van Guangzhou was er onder de indruk en was van mening dat het kind mooie dingen zou doen in de toekomst. De heer Zhang scoorde ontzettend hoog bij de keizerlijke examens. Hij kreeg de taak om Xiaoshu Lang (校書郎) te zijn. Hij werd een klerk aan het keizerlijk instituut Hongwen Paviljoen (弘文館). Later maakte hij nog een examen en slaagde met hoge cijfers. Hij kreeg de taak om You Shiyi (右拾遺) te zijn. Hij werd een raadgever bij de wetgevende macht van het keizerrijk.
- CiNii: DA12869419
- Gemeinsame Normdatei: 11900058X
- International Standard Name Identifier: 0000 0000 6318 4936
- Library of Congress Control Number: n88231871
- Nationale Bibliotheek van Tsjechië: jo2010604900
- Nationale bibliotheek van Australië: 36730630
- Nationale Bibliotheek van Israël: 987007440500605171
- Nederlandse Thesaurus van Auteursnamen: 150587848
- Système universitaire de documentation: 258413808
- Trove: 1438499
- Virtual International Authority File: 40178937
- WorldCat: E39PCjGB7dHJYV3b6x4QhbWwbq